# Дюшоссуа, Мишель
Мишель Дюшоссуа (фр. Michel Duchaussoy, 29 ноября 1938, Валенсьен — 13 марта 2012) — французский актёр театра и кино.

## Биография
Мишель Дюшоссуа родился 29 ноября 1938 года в Валансьене, департамент Нор, на севере Франции, недалеко от бельгийской границы.
Окончил Высшую национальную консерваторию драматического искусства в Париже, играл в составе труппы театра Комеди Франсэз (1967—1984).
В кино с 1961 года (эпизод в фильме режиссёра Луи Маля «Частная жизнь»), первую заметную роль сыграл в фильме режиссёра Алена Жессюа «Игра в кровопролитие». Снимался в лентах Клода Шаброля, Роже Вадима, Коста-Гавраса, озвучивал дедушку Арчибальда в серии о приключениях мальчика Артура режиссёра Люка Бессона. За долгую карьеру актёра снялся более чем в ста семидесяти различных ролях, включая работу на телевидении.
Член французского координационного комитета международной организации деятелей культуры «За мир без насилия».
Умер от сердечного приступа 13 марта 2012 года.

## Фильмография
- 1962 — Самый длинный день / The Longest Day — статист (в титрах не указан)
- 1967 — Игра в кровопролитие / Jeu de massacre  — Боб Ньюман
- 1968 — Одинокая волчица /  La louve solitaire — Бруно
- 1968 — Пять осенних дней (ТВ) / Cinq jours d’automne — Пауль
- 1968 — Прощай, Барбара / Bye bye, Barbara — Димитрий
- 1969 — Рука / La main — Филипп
- 1969 — Неверная жена / La Femme infidèle — офицер полиции Дюваль
- 1969 — Пусть зверь умрёт / Que la bête meure — писатель Шарль Тенье — главная роль
- 1970 — Разрыв / La rupture  — Аллэн Джордэн
- 1970 — Они / Ils — Стив Массон — главная роль
- 1971 — Мнимый больной (ТВ) / Le malade imaginaire — Беральд
- 1971 — Перед тем, как опустится ночь / Juste avant la nuit — человек на похоронах (в титрах не указан)
- 1971 — Человек с пересаженным мозгом / 'homme au cerveau greffé —  Робер Дезаньяк
- 1971 — Всё что касается любви / Aussi loin que l’amour — Мишель — главная роль
- 1971 — Ослепительный час (ТВ) / L’heure éblouissante — господин Рональд
- 1971 — Стансы Софии / Les stances à Sophie — Филипп
- 1972 — Электра (ТВ) / Électre — садовник
- 1973 — Лечение шоком / Traitement de choc — доктор Бернар
- 1973 — Хозяйка (ТВ) / La maîtresse — Маврикий
- 1973 — Заговор / Le complot — Лебланк
- 1974 — Нада / Nada — Марсель Треффе
- 1974 — Необычные истории (сериал) / Histoires insolites — Пьер
- 1974 — Убитая девушка / La jeune fille assassinée — Серж
- 1974 — Женщины, женщины / Femmes femmes — Люсьен
- 1974 — Хорошая новость / La bonne nouvelle — Жером в 30 лет
- 1974 — Возвращение высокого блондина / Le Retour Du Grand Blond — капитан Камбрэ
- 1975 — Ундина (ТВ) / Ondine — камергер
- 1975 — Господин Тест (ТВ) / Monsieur Teste — Поль Валери
- 1976 — Век просвещения / (ТВ) Le siècle des lumières — молодой Вольтер
- 1976 — Лозен гранд-ламы (ТВ) / Le lauzun de la Grande Mademoiselle — Лозен — главная роль
- 1977 — Армагедон / Armaguedon — комиссар полиции Вильен
- 1977 — Мизантроп (ТВ) / Le misanthrope — Филинт
- 1977 — Спешащий человек / L’Homme pressé — Жустин
- 1977 — Ёж в кармане / Un oursin dans la poche — Жан-Дени
- 1978 — Гамлет (ТВ) / Hamlet
- 1979 — Отелло — (ТВ) Яго
- 1979 — Большие заговоры: государственный переворот 2 декабря (ТВ) / Les grandes conjurations: Le coup d'état du 2 décembre — Наполеон III — главная роль
- 1979 — Я тебя тереблю, и ты меня теребишь за бородёнку / Je te tiens, tu me tiens par la barbichette — Патрис Ранген
- 1979 — Боливар и конгресс Панамы (ТВ) / Bolivar et le congrès de Panama — Бруно Мартяль, режиссёр / Жан-Марк Моро, журналист — главная роль
- 1979 — Безмолвный город / La ville des silences — Франсуа Лестен
- 1980 — Тарендол (ТВ) / Tarendol — автор
- 1980 — Яйцо / (ТВ) L’oeuf — Эмиль Магис — главная роль
- 1980 — Авиапочтой, доставка курьером (мини-сериал) / L’aéropostale, courrier du ciel — Пьер Латекоэр
- 1980 — Ошибка (ТВ) / La faute — доктор Жан-Поль Лерой — главная роль
- 1981 — Двойная жизнь Теофраста Лонге (ТВ) / La double vie de Théophraste Longuet — Адольф
- 1982 — Красное утро / Un matin rouge — Поль
- 1982 — Увезите меня к театру: Батат (ТВ) / Emmenez-moi au théâtre: Patate — Каррадин
- 1982 — Увезите меня к театру: поездка господина Перришона (ТВ) / Emmenez-moi au théâtre: Le voyage de Monsieur Perrichon — Даниэль Савари
- 1983 — Вечеринка сюрпризов / Surprise Party — Франсуа Ламберт
- 1984 — Ревнивая жена / Une femme jalouse (ТВ) — Пьер — главная роль
- 1984 — Последний банкир / Dernier banco (ТВ) — финансовый инспектор
- 1984 — Партнёры / Partenaires — Лоран Тедеско
- 1984 — Форт Саган / Fort Saganne — Бакюлар
- 1986 — Следите за взглядом / Suivez mon regard — репортёр
- 1986 — Малыш / Le môme — Дарминес
- 1987 — Всё будет в конце (ТВ) / Tout est dans la fin — комиссар Габари — главная роль
- 1988 — Бернадетт / Bernadette — Наполеон III
- 1988 — Гостиница (ТВ) — Palace — клиент / ответственное лицо «Международного туризма»
- 1989 — Жизнь и ничего больше / La vie et rien d’autre — генерал Вильерё
- 1989 — Французская революция / La Revolution Francaise — Жан Сильвен Байи
- 1989 — Чёрный лес / Les bois noirs — следователь
- 1990 — Ночная компания / Équipe de nuit — Андре
- 1990 — Увидеть слона / Voir l'éléphant — Целестин
- 1990 — Я, генерал де Голль (ТВ) / Moi, général de Gaulle — полковник Костал
- 1990 — Милу в мае / Milou en mai — Жорж, брат Милу
- 1990 — Человек с двойным лицом (ТВ) / L’homme au double visage — Арман Ламин
- 1991 — Женщина других (ТВ) / La femme des autres — Франсуа Моригнак
- 1991 — Стажёр (ТВ) / Le stagiaire — Брендэл.
- 1991 — Путь к краху / Road to Ruin — Жюльен Буле
- 1991 — Голубые тетради (ТВ) / Les cahiers bleus — Fraipoint
- 1991 — Осада Венеции — маркиз де Белло
- 1991 — Мегрэ (сериал) / Maigret — адвокат Парандон
- 1992 — Ледяное лето (ТВ) / Un été glacé — Арчамбалт
- 1992 — Хроники молодого Индианы Джонса / (сериал) The Young Indiana Jones Chronicles — майор Баучер
- 1992 — Кордье — стражи порядка / (сериал) Les Cordier, juge et flic — Роберт Коркель
- 1993 — Нет любви без любви! / Pas d’amour sans amour! — Пьер де Роскофф
- 1994 — Прятки с наличными / Cache Cash — Ниверс
- 1994 — Злоупотребление доверием (ТВ) / Abus de confiance — Ламарк
- 1994 — 3000 сценариев против вируса (сериал) / 3000 scénarios contre un virus
- 1994 — Глаза Элен / (сериал) Les yeux d’Hélène — Арно
- 1995 — Безумство (ТВ) / Une folie — доктор Флач — главная роль
- 1996 — Путь короля (мини-сериал) / L’allée du roi — Скаррон
- 1996 — Сент-Экзюпери: Последняя миссия (ТВ) / Saint-Exupéry: La dernière mission — Crémieux
- 1996 — Последнее пение (ТВ) / Le dernier chant — Жульен Альбери — главная роль
- 1996 — Фальшивые лекарства (ТВ) / Les faux médicaments — Клод Ландри
- 1997 — Мелани (ТВ) / Mélanie — папа / дедушка
- 1998 — Жизнь для нас двоих (ТВ) / À nous deux la vie — Жильбер
- 1998 — Пропавшие / Disparus — Феликс
- 1999 — Умрём вместе / Fait d’hiver — прокурор
- 2000 — Вдова с острова Сен-Пьер / La veuve de Saint-Pierre — губернатор
- 2000 — Люблю тебя / T’aime — Луис
- 2000 — Анибаль (ТВ) / Anibal — Лукас
- 2000 — Так поступают настоящие женщины (сериал) / Femmes de loi — Beaulieu
- 2000 — Лиза и Андре / Lise et André — священник Андре — главная роль
- 2000 — Отверженные / Les misérables — Жильнорман
- 2001 — Врата славы / Les portes de la gloire — Батзак
- 2002 — Аминь / Amen — кардинал
- 2002 — Наследница (ТВ) / L’héritière — Жорж Мадер
- 2002 — Горный поток (ТВ) / Le gave (ТВ) — Дукаус
- 2002 — Песенка каменшика (ТВ) / La chanson du maçon — Макс
- 2002 — Бригада по-французски / La mentale — Фече
- 2003 — Вторая правда (ТВ) / La deuxième vérité — судья Жан-Батист Гравенуар
- 2003 — Семейка Роуз / Bienvenue chez les Rozes — Жан-Луи
- 2003 — Тристан / Tristan — гослодин Барсак
- 2003 — Голос моего сына / La voix de mon fils
- 2003 — Откровенное признание / Confidences trop intimes — доктор Моньер
- 2003 — Федра / (ТВ) Phèdre — Терамен
- 2003 — Лабиринты / Dédales — Карл Фрейд
- 2004 — Смутные воды / Les eaux troubles — Франсуа Гардоне
- 2004 — Подарок Елены / Le cadeau d’Elena — Сократ
- 2004 — Зодиак (сериал) / Zodiaque — Габриэль Сен-Андре
- 2004 — Лучший день в моей жизни / Le plus beau jour de ma vie — Жак Депре
- 2004 — Подруга невесты / La Demoiselle d’honneur — нищий
- 2005 — Чёрный ящик / La Boîte noire — господин Селигман
- 2005 — 1905 (ТВ) — Жан-Батист Дютиллель
- 2006 — Быть проще (ТВ) / Aller simple — персонаж
- 2006 — Полтергей / Poltergay — профессор Сорджес
- 2006 — Артур и минипуты / Arthur et les Minimoys — дедушка Арчибальд (озвучка)
- 2007 — Медовый месяц / Lune de miel — Бальтазар
- 2007 — Легенда о трёх ключах (мини-сериал) / La légende des 3 clefs — Шарль Сансьер
- 2007 — Два мира / Les deux mondes — Мютр ван Киме
- 2008 — Молчание ястреба (мини-сериал) / Le silence de l'épervier — Поль Лефор
- 2008 — Татуированная вдова (ТВ) / La veuve tatouée — Генри
- 2008 — Враг государства № 1 / L’instinct de mort — Пьер Андре Мерин
- 2008 — Враг государства № 1: Легенда / L’ennemi public n°1 Пьер Андре Мерин
- 2009 — Век Мопассана. Повести и рассказы XIX столетия (сериал, новелла «Заколдованное кресло») / Au siècle de Maupassant: Contes et nouvelles du XIXème siècle (Le fauteuil hanté) — Гаспар Лалуетт
- 2009 — Кровать возле окна / Le lit près de la fenêtre
- 2009 — Лгунья / Tricheuse — господин Дулак
- 2009 — Преследование / Persécution — старый человек
- 2009 — Матери и дочери / Mères et filles — Мишель
- 2009 — Закон Мерфи (сериал) / La loi de Murphy
- 2009 — Другой Дюмма / L’autre Dumas — супрефект Кремье
- 2009 — Налёт (сериал) / Braquo — Клод Дельгадо
- 2009 — Артур и месть Урдалака / Arthur et la vengeance de Maltazard — дедушка Арчибальд — озвучка
- 2009 — Маленький Николя / Le Petit Nicolas — директор школы
- 2010 — Большая маленькая Я / L’age de raison — Мериньяк
- 2010 — Артур и война двух миров / Arthur et la guerre des deux mondes — дедушка Арчибальд (озвучка)
- 2010 — Имоджен МакКартери / Imogène McCarthery — господин Вардлав
- 2010 — Её зовут Сара / Elle s’appelait Sarah — Эдуард Тезак
- 2011 — Дело Горджи / L’affaire Gordji — Франсуа Миттеран
- 2012 — Астерикс и Обеликс в Британии / Astérix et Obélix: Au Service de Sa Majesté — Абрарокурсикс

## Награды и номинации

##### Номинации
- Премия «Сезар» за лучшую мужскую роль второго плана («Милу в мае»)